# Carapoia crasto
Carapoia crasto är en spindelart som beskrevs av Huber 2005. Carapoia crasto ingår i släktet Carapoia och familjen dallerspindlar. Inga underarter finns listade.